# کورادو کاسالینی
کورادو کاسالینی (انگلیسی: Corrado Casalini; ۲ نوامبر ۱۹۱۴ – ?) بازیکن فوتبال اهل ایتالیا بود.
از باشگاه‌هایی که در آن بازی کرده‌است می‌توان به باشگاه فوتبال یوونتوس، باشگاه فوتبال پرو ورچلی، و باشگاه فوتبال روبور سیه‌نا اشاره کرد.